# Serial Presence Detect

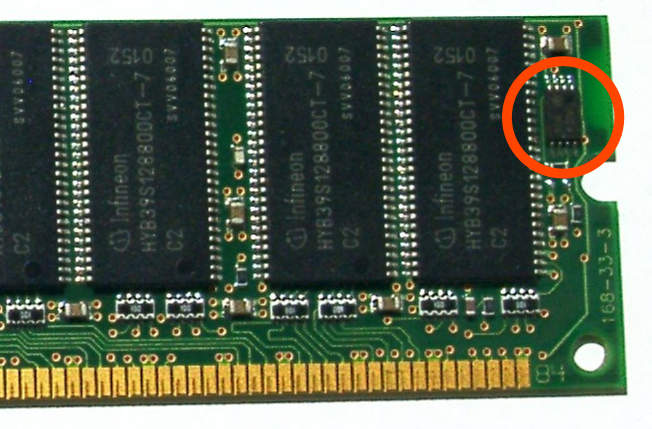
Speicher auf SDRAM-Modul, der die SPD-Daten enthält (im roten Kreis)

Serial Presence Detect (SPD) ist ein Verfahren zum automatischen Konfigurieren von Speichermodulen in Computersystemen (vorwiegend in Personal Computern).
Typischerweise werden die für das Speichermodul relevanten Informationen (Speicherkapazität, Versorgungsspannung, Timing, Anforderungen für den Refresh, Latenz usw.) auf einem separaten Festwertspeicher (seriellen EEPROM-Baustein) gespeichert. Die dort gespeicherten Informationen umfassen zwischen 128 und 256 Bytes.
PCs führen nach dem Einschalten einen Selbsttest (power-on self-test, POST) durch; dazu gehört u. a. das automatische Erkennen und Konfigurieren der installierten Hardware. In diesem Rahmen werden die Informationen aus dem EEPROM gelesen, und der Speichercontroller wird daraufhin auf den eingebauten Speicher abgestimmt (konfiguriert).